# USA:s arméminister
USA:s arméminister, Secretary of the Army (förkortat SA eller SECARMY), är chef för USA:s armé, som är en del av USA:s försvarsdepartement. Arméministern, som måste vara en civilist, utnämns av presidenten med senatens råd och samtycke. Arméministern är underställd försvarsministern och har till uppgift att leda, organisera och administrera armédepartementet (Department of the Army) som omfattar den reguljära armén på aktiv stat, reservstyrkor, samt arménationalgardet.
Christine Wormuth innehar befattningen sedan 28 maj 2021 och är den första kvinnan på posten.

## Ämbetsuppgifter
Arméministern har sitt säte i försvarshögkvarteret Pentagon. Närmast ministern finns en civil understatssekreterare (engelska: Under Secretary of the Army) och ministerns kansli (Office of the Secretary of the Army), arméstabschefen, vice arméstabschefen (engelska: Vice Chief of Staff of the Army) samt arméstaben (engelska: The Army Staff).
Förutom de roller som arméministern tilldelats av kongressen genom lag, eller i utförande av funktioner föreskrivna av försvarsministern eller presidenten; avträder arméministern armédepartementets certifierat stridsberedda förband till militärbefälhavarna på försvarsministerns befallning. Arméministern, liksom arméstabschefen, saknar operativa befogenheter över arméförbanden när de är tilldelade militärbefälhavare, men arméministern behåller ständigt administrativa befogenheter över arméförbanden.
Uniform Code of Military Justice ger arméministern en viktig roll i det militära rättssystemet för arméns del.
Flygvapenministern och marinministern har motsvarande ansvar och befogenheter som arméministern har för flygvapnet och rymdstyrkan respektive flottan och marinkåren.

## Historik
Ämbetet inrättades 1947 som en följd av 1947 års nationella säkerhetsakt. Innan 1947 var krigsministern chef för armén. Krigsministern var sedan 1789 medlem av kabinettet. Arméministern var medlem av kabinettet och nationella säkerhetsrådet mellan 1947 och 1949.

## Lista över ämbetsinnehavare
| Nr   | Porträtt | Namn                      | Tillträde         | Avgång            | Utnämnd av samt tjänstgjort under | Not    |
| ---- | -------- | ------------------------- | ----------------- | ----------------- | --------------------------------- | ------ |
| 1.   |          | Kenneth Claiborne Royall  | 18 september 1947 | 27 april 1949     | Harry S. Truman                   |        |
| 2.   |          | Gordon Gray               | 28 april 1949     | 12 april 1950     | Harry S. Truman                   | [ 12 ] |
| 3.   |          | Frank Pace                | 12 april 1950     | 20 januari 1953   | Harry S. Truman                   |        |
| 4.   |          | Earl D. Johnson (tf.)     | 20 januari 1953   | 4 februari 1953   | Dwight D. Eisenhower              |        |
| 5.   |          | Robert Ten Broeck Stevens | 4 februari 1953   | 21 juli 1955      | Dwight D. Eisenhower              |        |
| 6.   |          | Wilber M. Brucker         | 21 juli 1955      | 19 januari 1961   | Dwight D. Eisenhower              |        |
| 7.   |          | Elvis Stahr               | 24 januari 1961   | 30 juni 1962      | John F. Kennedy                   |        |
| 8.   |          | Cyrus Roberts Vance       | 5 juli 1962       | 21 januari 1964   | John F. Kennedy Lyndon B. Johnson |        |
| 9.   |          | Stephen Ailes             | 28 januari 1964   | 1 juli 1965       | Lyndon B. Johnson                 |        |
| 10.  |          | Stanley R. Resor          | 2 juli 1965       | 30 juni 1971      | Lyndon B. Johnson Richard Nixon   |        |
| 11.  |          | Robert F. Froehlke        | 1 juli 1971       | 14 maj 1973       | Richard Nixon                     |        |
| 12.  |          | Howard H. Callaway        | 15 maj 1973       | 3 juli 1975       | Richard Nixon Gerald Ford         |        |
| 13.  |          | Norman R. Augustine (tf.) | 3 juli 1975       | 5 augusti 1975    | Gerald Ford                       | [ 12 ] |
| 14.  |          | Martin R. Hoffmann        | 5 augusti 1975    | 20 januari 1977   | Gerald Ford                       |        |
| 15.  |          | Clifford Alexander        | 14 februari 1977  | 20 januari 1981   | Jimmy Carter                      |        |
| t.f. |          | Percy A. Pierre           | 21 januari 1981   | 29 januari 1981   | Jimmy Carter                      | [ 12 ] |
| 16.  |          | John O. Marsh, Jr.        | 30 januari 1981   | 14 augusti 1989   | Ronald Reagan George H. W. Bush   |        |
| 17.  |          | Michael P. W. Stone       | 14 augusti 1989   | 20 januari 1993   | George H. W. Bush                 |        |
| t.f. |          | John W. Shannon           | 20 januari 1993   | 26 augusti 1993   | Bill Clinton                      | [ 13 ] |
| t.f. |          | Gordon R. Sullivan        | 28 augusti 1993   | 21 november 1993  | Bill Clinton                      |        |
| 18.  |          | Togo West                 | 22 november 1993  | 4 maj 1997        | Bill Clinton                      |        |
| t.f. |          | Robert M. Walker          | 2 december 1997   | 1 juli 1998       | Bill Clinton                      | [ 12 ] |
| 19.  |          | Louis Caldera             | 2 juli 1998       | 20 januari 2001   | Bill Clinton                      |        |
| t.f. |          | Gregory R. Dahlberg       | 20 januari 2001   | 4 mars 2001       | George W. Bush                    |        |
| t.f. |          | Joseph W. Westphal        | 5 mars 2001       | 31 maj 2001       | George W. Bush                    | [ 12 ] |
| 20.  |          | Thomas E. White           | 31 maj 2001       | 9 maj 2003        | George W. Bush                    |        |
| t.f. |          | Les Brownlee              | 10 maj 2003       | 18 november 2004  | George W. Bush                    |        |
| 21.  |          | Francis J. Harvey         | 19 november 2004  | 9 mars 2007       | George W. Bush                    |        |
| 22.  |          | Pete Geren                | 9 mars 2007       | 21 september 2009 | George W. Bush Barack Obama       |        |
| 23.  |          | John M. McHugh            | 21 september 2009 | 1 november 2015   | Barack Obama                      |        |
| 24.  |          | Eric Fanning              | 3 november 2015   | 20 januari 2017   | Barack Obama                      |        |
| 25.  |          | Mark Esper                | 20 november 2017  | 23 juli 2019      | Donald Trump                      | [ 14 ] |
| 26.  |          | Ryan McCarthy             | 23 juli 2019      | 20 januari 2021   | Donald Trump                      |        |
| 27.  |          | Christine Wormuth         | 28 maj 2021       | sittande          | Joe Biden                         | [ 2 ]  |